# Канискьо
Канискьо (итал. Canischio) — коммуна в Италии, располагается в регионе Пьемонт, в провинции Турин.
Население составляет 274 человека (2008 г.), плотность населения составляет 25 чел./км². Занимает площадь 11 км². Почтовый индекс — 10080. Телефонный код — 0124.
Покровителем коммуны почитается святой Лаврентий, празднование 10 августа.

## Демография
Динамика населения:

## Администрация коммуны
- Официальный сайт: https://web.archive.org/web/20060808173649/http://www.comunedicanischio.it/